# دب عملاق قصير الوجه

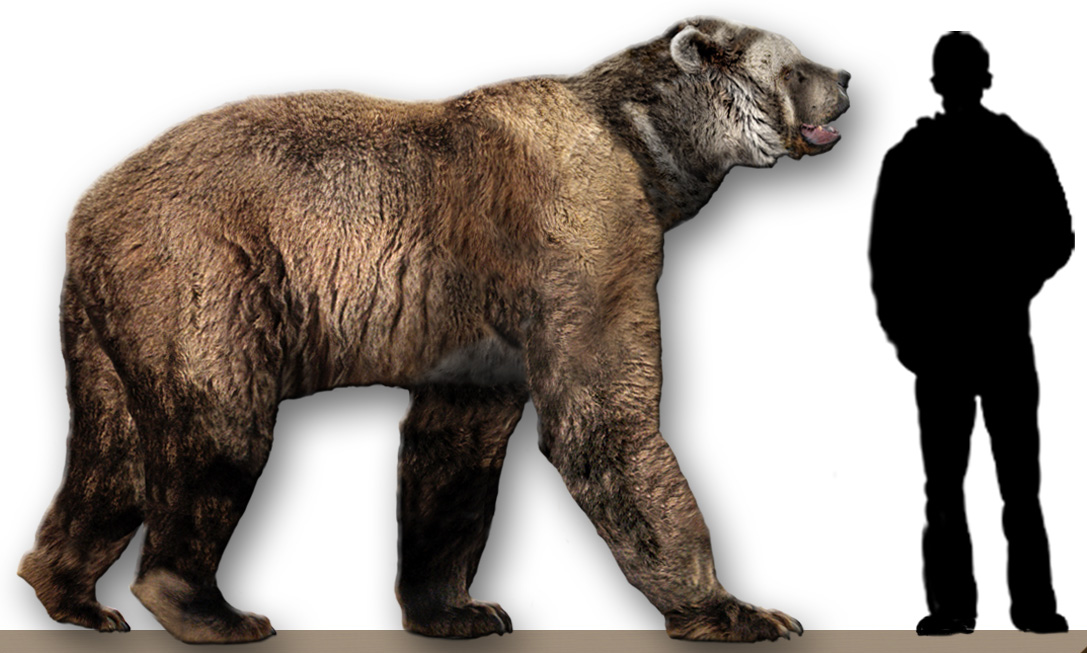
مقارنة مع حجم الإنسان

الدب العملاق قصير الوجه (الاسم العلمي: Arctodus simus) هو نوعٌ منقرضٌ من الدببة كان يعيش في الكهوف في العصر البلستوسيني. والدببة قصيرة الوجه هي أكبر أنواع الدببة وعموماً هي أكبر الثدييات الآكلة للحوم التي عاشت خلال الـ20,000 سنة الأخيرة. وحتى إذا كان حياً اليوم فسوف يكون أكبر حيوان أرضيّ آكل للحوم. ويُقدر وقت انقراض هذه الدببة بما حول 12,500 سنة، وكان يبلغ طول هذه الحيوانات عندما تبلغ 3.8 متر وارتفاعها عند الكتف مترين ووزنها 900 كغم.
ينتمي هذا النوع إلى مجموعة من الدببة تسمّى «تريماركتين» (Tremarctini) والتي أقدم أفرادها هو دب «بليوناركتوس» الذي عاش في تكساس.

## الانتشار
كانت هذه الدببة تعيش في سهول ألاسكا وكندا في شمال أمريكا الشمالية، ولكنها هاجرت لاحقاً إلى وسط المكسيك وولايتين أمريكيتين (إحداهما هي كاليفورنيا). وقد كان يوجد حينها العديد من الدببة القديمة غير هذه في كالفورنيا.

## الغذاء
أظهرت التحاليل على عظام «الدب العملاق قصير الوجه» وجود نظير نيتروجين مركّز فيها. ونظير النيتروجين جاء بسبب اللحوم بينما لا يوجد دليل على أنها كانت تتغذى على النبات. وهي آكلات لحومٍ بشكلٍ أساسي، وعندما تبلغ تضطر لأكل 16 كغم من اللحم يومياً على الأقل لتبقى على قيد الحياة.
وقد كانت تملك أسلحةً طبيعية تمكنها من مهاجمة الحيوانات البطيئة والقوية مثل البهضم (كسلان الأرض). وقد كانت تستخدم حجمها لترعب الضواري الصغيرة وتستولي على فرائسها. أي أنها كانت من الحيوانات القمامة.

## الانقراض
إنقرضت هذه الدببة منذ 10 ألاف سنة. وربما كان السبب جزئيّاً هو انقراض بعض فرائسها، وربما جزئياً أيضاً بسبب مجيء الدببة البنية من أوراسيا، وهي حيوانات قارتة وقد نافست دببة سيمس على الفرائس. وتزامن مع ذلك تواجد البشر الأوائل وتطوّرهم في أمريكا الشمالية، وقد تحسّنت أيضاً وسائل الصيد عند هؤلاء البشر وبالتالي أصبحوا يشكلون تهديداً لها. وهذه الأسباب كلّها معاً هي غالباً ما أدّى إلى نهاية «الدب العملاق قصير الوجه» وانقراضها.